# Nesocordulia villiersi
Nesocordulia villiersi är en trollsländeart som beskrevs av Legrand 1984. Nesocordulia villiersi ingår i släktet Nesocordulia och familjen skimmertrollsländor. IUCN kategoriserar arten globalt som otillräckligt studerad. Inga underarter finns listade i Catalogue of Life.